# Samenstelling Belgische Senaat 1995-1999
De lijst van leden van de Belgische Senaat van 1995 tot 1999. De Senaat telde toen 73 zetels. Op 21 mei 1995 tijdens de federale verkiezingen werden 40 senatoren rechtstreeks verkozen. Het federale kiesstelsel is gebaseerd op algemeen enkelvoudig stemrecht voor alle Belgen van 18 jaar en ouder, volgens een systeem van evenredige vertegenwoordiging op basis van de methode-D'Hondt, gecombineerd met een districtenstelsel.
De legislatuur liep van 8 juni 1995 tot 30 april 1999.

## Samenstelling
| Begin legislatuur (1995) | Begin legislatuur (1995) | Begin legislatuur (1995) | Begin legislatuur (1995) | Begin legislatuur (1995) | Begin legislatuur (1995) | Einde legislatuur (1999) | Einde legislatuur (1999) | Einde legislatuur (1999) |
| Fractie                  | Fractie                  | Rechtstr.                | Gem.                     | Gec.                     | Tot.                     | Fractie                  | Fractie                  | Zetels                   |
| ------------------------ | ------------------------ | ------------------------ | ------------------------ | ------------------------ | ------------------------ | ------------------------ | ------------------------ | ------------------------ |
|                          | CVP                      | 7                        | 3                        | 2                        | 12                       |                          | CVP                      | 12                       |
|                          | PS                       | 5                        | 4                        | 2                        | 11                       |                          | PS                       | 11                       |
|                          | VLD                      | 6                        | 2                        | 2                        | 10                       |                          | VLD                      | 10                       |
|                          | SP                       | 6                        | 2                        | 1                        | 9                        |                          | SP                       | 9                        |
|                          | PRL-FDF                  | 5                        | 3                        | 1                        | 9                        |                          | PRL-FDF                  | 9                        |
|                          | PSC                      | 3                        | 3                        | 1                        | 7                        |                          | PSC                      | 7                        |
|                          | Vlaams Blok              | 3                        | 1                        | 1                        | 5                        |                          | Vlaams Blok              | 5                        |
|                          | Ecolo                    | 2                        | 1                        | 0                        | 3                        |                          | Ecolo                    | 3                        |
|                          | Volksunie                | 2                        | 1                        | 0                        | 3                        |                          | Volksunie                | 3                        |
|                          | Agalev                   | 1                        | 1                        | 0                        | 2                        |                          | Agalev                   | 2                        |

## Lijst van de verkozenen
| Senator                      | Partij      | Taalgroep  | Aanduiding                                                                       | Opmerkingen |
| ---------------------------- | ----------- | ---------- | -------------------------------------------------------------------------------- | --- |
| Bert Anciaux                 | Volksunie   | Nederlands | Rechtstreeks gekozen senator.                                                    | |
| Jean Bock                    | PRL         | Frans      | Rechtstreeks gekozen senator.                                                    | Quaestor. |
| Eddy Boutmans                | Agalev      | Nederlands | Rechtstreeks gekozen senator.                                                    | Voorzitter van de Agalev-fractie. |
| Philippe Busquin             | PS          | Frans      | Rechtstreeks gekozen senator.                                                    | |
| Jurgen Ceder                 | Vlaams Blok | Nederlands | Rechtstreeks gekozen senator.                                                    | |
| Hugo Coveliers               | VLD         | Nederlands | Rechtstreeks gekozen senator.                                                    | Voorzitter van de VLD-fractie. |
| Martine Dardenne             | Ecolo       | Frans      | Rechtstreeks gekozen senator.                                                    | |
| Sabine de Bethune            | CVP         | Nederlands | Rechtstreeks gekozen senator.                                                    | |
| André Bourgeois              | CVP         | Nederlands | Rechtstreeks gekozen senator.                                                    | Vervangt vanaf 27 juni 1995 Jean-Luc Dehaene, die minister in de Federale Regering wordt. |
| Andrée Delcourt-Pêtre        | PSC         | Frans      | Rechtstreeks gekozen senator.                                                    | Quaestor. |
| Joëlle Milquet               | PSC         | Frans      | Rechtstreeks gekozen senator.                                                    | Vervangt vanaf 8 juni 1995 Gérard Deprez, die verkiest om in het Europees Parlement te blijven zetelen. Milquet is vanaf 5 juni 1996 voorzitter van de commissie Binnenlandse en Administratieve Aangelegenheden. |
| Claude Desmedt               | FDF         | Frans      | Rechtstreeks gekozen senator.                                                    | |
| Alain Destexhe               | PRL         | Frans      | Rechtstreeks gekozen senator.                                                    | |
| Christine Cornet d'Elzius    | PRL         | Frans      | Rechtstreeks gekozen senator.                                                    | Vervangt vanaf 8 juni 1995 Jean Gol, die verkiest om in het Europees Parlement te blijven zetelen. |
| Stef Goris                   | VLD         | Nederlands | Rechtstreeks gekozen senator.                                                    | |
| Pierre Jonckheer             | Ecolo       | Frans      | Rechtstreeks gekozen senator.                                                    | Voorzitter van de Ecolo-fractie. |
| Roger Lallemand              | PS          | Frans      | Rechtstreeks gekozen senator.                                                    | Voorzitter van de PS-fractie en voorzitter van de commissie Justitie. |
| Jeannine Leduc               | VLD         | Nederlands | Rechtstreeks gekozen senator.                                                    | |
| Jan Loones                   | Volksunie   | Nederlands | Rechtstreeks gekozen senator.                                                    | Voorzitter van de Volksunie-fractie. |
| Philippe Mahoux              | PS          | Frans      | Rechtstreeks gekozen senator.                                                    | Ondervoorzitter. |
| Jacqueline Mayence-Goossens  | PRL         | Frans      | Rechtstreeks gekozen senator.                                                    | |
| Nadia Merchiers              | SP          | Nederlands | Rechtstreeks gekozen senator.                                                    | |
| Guy Moens                    | SP          | Nederlands | Rechtstreeks gekozen senator.                                                    | Ondervoorzitter. |
| Ludwig Caluwé                | CVP         | Nederlands | Rechtstreeks gekozen senator.                                                    | Vervangt vanaf 27 juni 1995 Reginald Moreels, die staatssecretaris in de Federale Regering wordt. |
| Lisette Nelis-Van Liedekerke | VLD         | Nederlands | Rechtstreeks gekozen senator.                                                    | Vervangt vanaf 8 juni 1995 Annemie Neyts, die verkiest om in het Europees Parlement te blijven zetelen. |
| Charles-Ferdinand Nothomb    | PSC         | Frans      | Rechtstreeks gekozen senator.                                                    | Tot 23 mei 1996 voorzitter van de PSC-fractie en voorzitter van de commissie Binnenlandse en Administratieve Aangelegenheden.                                                                                     |
| Jean-Marie Happart           | PS          | Frans      | Rechtstreeks gekozen senator.                                                    | Vervangt vanaf 27 juni 1995 Laurette Onkelinx, die minister in de Franse Gemeenschapsregering wordt. |
| Eric Pinoie                  | SP          | Nederlands | Rechtstreeks gekozen senator.                                                    | |
| Roeland Raes                 | Vlaams Blok | Nederlands | Rechtstreeks gekozen senator.                                                    | |
| Paula Sémer                  | SP          | Nederlands | Rechtstreeks gekozen senator.                                                    | |
| Jacques D'Hooghe             | CVP         | Nederlands | Rechtstreeks gekozen senator.                                                    | Vervangt vanaf 27 juni 1995 Miet Smet, die minister in de Federale Regering wordt. |
| Paul Staes                   | CVP         | Nederlands | Rechtstreeks gekozen senator.                                                    | |
| Frank Swaelen                | CVP         | Nederlands | Rechtstreeks gekozen senator.                                                    | Parlementsvoorzitter en voorzitter van de commissie Institutionele Aangelegenheden. |
| Erika Thijs                  | CVP         | Nederlands | Rechtstreeks gekozen senator.                                                    | |
| Louis Tobback                | SP          | Nederlands | Rechtstreeks gekozen senator.                                                    | Werd van 30 april tot 26 september 1998 als minister in de Federale Regering vervangen door Geert Van Goethem. |
| Robert Urbain                | PS          | Frans      | Rechtstreeks gekozen senator.                                                    | |
| Francy Van der Wildt         | SP          | Nederlands | Rechtstreeks gekozen senator.                                                    | Vanaf 21 januari 1999 voorzitter van de commissie Sociale Aangelegenheden. |
| Valère Vautmans              | VLD         | Nederlands | Rechtstreeks gekozen senator.                                                    | Voorzitter van de commissie Buitenlandse Aangelegenheden. |
| Guy Verhofstadt              | VLD         | Nederlands | Rechtstreeks gekozen senator.                                                    | Ondervoorzitter. |
| Wim Verreycken               | Vlaams Blok | Nederlands | Rechtstreeks gekozen senator.                                                    | Voorzitter van de Vlaams Blok-fractie. |
| Hubert Chantraine            | PSC         | Duits      | Gemeenschapssenator aangeduid door het Parlement van de Duitstalige Gemeenschap. | |
| Philippe Charlier            | PSC         | Frans      | Gemeenschapssenator aangeduid door het Parlement van de Franse Gemeenschap.      | |
| José Daras                   | Ecolo       | Frans      | Gemeenschapssenator aangeduid door het Parlement van de Franse Gemeenschap.      | |
| Armand De Decker             | PRL         | Frans      | Gemeenschapssenator aangeduid door het Parlement van de Franse Gemeenschap.      | |
| Leo Delcroix                 | CVP         | Nederlands | Gemeenschapssenator aangeduid door het Vlaams Parlement.                         | Quaestor. |
| Jacques Devolder             | VLD         | Nederlands | Gemeenschapssenator aangeduid door het Vlaams Parlement.                         | |
| Vera Dua                     | Agalev      | Nederlands | Gemeenschapssenator aangeduid door het Vlaams Parlement.                         | |
| Michel Foret                 | PRL         | Frans      | Gemeenschapssenator aangeduid door het Parlement van de Franse Gemeenschap.      | Vanaf 26 oktober 1995 voorzitter van de PRL-FDF-fractie. |
| Leo Goovaerts                | VLD         | Nederlands | Gemeenschapssenator aangeduid door het Vlaams Parlement.                         | |
| Patrick Hostekint            | SP          | Nederlands | Gemeenschapssenator aangeduid door het Vlaams Parlement.                         | |
| Robert Hotyat                | PS          | Frans      | Gemeenschapssenator aangeduid door het Parlement van de Franse Gemeenschap.      | |
| Tuur Van Wallendael          | SP          | Nederlands | Gemeenschapssenator aangeduid door het Vlaams Parlement.                         | Vervangt vanaf 21 januari 1999 Lydia Maximus, die op pensioen gaat. Maximus was tot 19 januari 1999 voorzitter van de commissie Sociale Aangelegenheden.                                                          |
| Pierre Hazette               | PRL         | Frans      | Gemeenschapssenator aangeduid door het Parlement van de Franse Gemeenschap.      | Vervangt vanaf 26 oktober 1995 Philippe Monfils, die lid wordt van het Europees Parlement. Monfils was tot 25 oktober 1995 voorzitter van de PRL-FDF-fractie.                                                     |
| Jean-François Istasse        | PS          | Frans      | Gemeenschapssenator aangeduid door het Parlement van de Franse Gemeenschap.      | Vervangt vanaf 1 april 1998 Henri Mouton, die op pensioen gaat. |
| Marc Olivier                 | CVP         | Nederlands | Gemeenschapssenator aangeduid door het Vlaams Parlement.                         | |
| Francis Poty                 | PS          | Frans      | Gemeenschapssenator aangeduid door het Parlement van de Franse Gemeenschap.      | |
| Jacques Santkin              | PS          | Frans      | Gemeenschapssenator aangeduid door het Parlement van de Franse Gemeenschap.      | |
| Chris Vandenbroeke           | Volksunie   | Nederlands | Gemeenschapssenator aangeduid door het Vlaams Parlement.                         | |
| Joris Van Hauthem            | Vlaams Blok | Nederlands | Gemeenschapssenator aangeduid door het Vlaams Parlement.                         | |
| Johan Weyts                  | CVP         | Nederlands | Gemeenschapssenator aangeduid door het Vlaams Parlement.                         | |
| Magdeleine Willame-Boonen    | PSC         | Frans      | Gemeenschapssenator aangeduid door het Parlement van de Franse Gemeenschap.      | Vanaf 23 mei 1996 voorzitter van de PSC-fractie. |
| Dominique Jeanmoye           | PSC         | Frans      | Gecoöpteerd senator.                                                             | Vervangt vanaf 11 december 1997 Michèle Bribosia-Picard, die op pensioen gaat. Bribosia-Picard verving van 12 oktober 1995 tot 10 december 1997 André Bouchat, die lid werd van het Waals Parlement.              |
| Isidoor Buelens              | Vlaams Blok | Nederlands | Gecoöpteerd senator.                                                             | |
| Bea Cantillon                | CVP         | Nederlands | Gecoöpteerd senator.                                                             | |
| Guy Charlier                 | PS          | Frans      | Gecoöpteerd senator.                                                             | |
| Luc Coene                    | VLD         | Nederlands | Gecoöpteerd senator.                                                             | |
| Fred Erdman                  | SP          | Nederlands | Gecoöpteerd senator.                                                             | Voorzitter van de SP-fractie. |
| Paul Hatry                   | PRL         | Frans      | Gecoöpteerd senator.                                                             | Voorzitter van de commissie Financiën en Economische Aangelegenheden. |
| Anne-Marie Lizin             | PS          | Frans      | Gecoöpteerd senator.                                                             | |
| Hugo Vandenberghe            | CVP         | Nederlands | Gecoöpteerd senator.                                                             | Voorzitter van de CVP-fractie. |
| Fons Vergote                 | VLD         | Nederlands | Gecoöpteerd senator.                                                             | |
| Filip van België             | -           | -          | Senator van rechtswege.                                                          | |
| Astrid van België            | -           | -          | Senator van rechtswege.                                                          | Zetelt vanaf 20 november 1996. |

## Commissies
Op 18 juli 1996 werd een parlementaire onderzoekscommissie opgericht van onderzoek naar de georganiseerde criminaliteit in België.
Op 23 januari 1997 werd een bijzondere commissie-Rwanda ingesteld. Deze bijzondere commissie werd wegens de ontoereikendheid van de normale parlementaire procedure omgevormd tot een onderzoekscommissie. Op 6 december 1997 werd het verslag uitgebracht.

## Legende
- CVP : Christelijke Volkspartij
- VLD : Vlaamse Liberalen en Democraten
- SP : Socialistische Partij
- PRL-FDF : Parti Réformateur Libéral - Front Démocratique des Francophones
- PS : Parti Socialiste
- PSC : Parti Social Chrétien
- Écolo : Ecologistes Confédérés pour l'Organisation de Luttes Originales